# Sternotomis schoutedeni
Sternotomis schoutedeni är en skalbaggsart som beskrevs av Stefan von Breuning 1935. Sternotomis schoutedeni ingår i släktet Sternotomis och familjen långhorningar. Inga underarter finns listade i Catalogue of Life.